# Шуплі-Камен
Шуплі-Камен (мак. Шупљи Камен) — село у Північній Македонії, входить до складу общини Куманово Північно-Східного регіону.
Населення — 81 особа (перепис 2002).